# Zdzisław Tyszkiewicz
Zdzisław Tyszkiewicz (30. prosince 1838 Penjaky – 25. září 1894 Inzersdorf) byl rakouský politik polské národnosti z Haliče, v 2. polovině 19. století poslanec Říšské rady.

## Biografie
Byl šlechtického původu. Pocházel z aristokratického rodu původem z Litvy. Vyrůstal v belgické Lovani. Pak se věnoval správě svého statku Werynia v Haliči.
Angažoval se v politice. Působil coby předseda okresního zastupitelstva v Kolbuszowě. Zasedal jako poslanec Haličského zemského sněmu. Byl též poslancem Říšské rady (celostátního parlamentu), kam usedl v doplňovacích volbách roku 1877 za kurii venkovských obcí v Haliči, obvod Rzeszow, Kolbuszowa atd. Slib složil 10. listopadu 1877. Mandát zde obhájil ve volbách roku 1879, volbách roku 1885 a volbách roku 1891. Poslancem byl až do své smrti roku 1894. Pak ho v parlamentu nahradil Karol Józef Fischer. V roce 1873 se uvádí jako hrabě Zdzislaw Tyszkiewicz, statkář, bytem Werynia. Byl členem poslanecké frakce Polský klub. Patřil mezi méně výrazné poslance.
Zemřel v září 1894 v soukromém vídeňském ústavu pro choromyslné, kam byl převezen několik dní předtím. Tělo pak bylo přepraveno k pohřbu do rodinné hrobky ve městě Kolbuszowa.